# Довер (округ Расін, Вісконсин)
Довер (англ. Dover) — місто (англ. town) в США, в окрузі Расін штату Вісконсин. Населення — 4282 особи (2020).

## Демографія
Згідно з переписом 2010 року, у місті мешкала 4051 особа в 1326 домогосподарствах у складі 940 родин. Було 1551 помешкання
Расовий склад населення:
| - 93,7 % — білих - 3,3 % — чорних або афроамериканців - 1,0 % — корінних американців - 0,5 % — азіатів |

До двох чи більше рас належало 0,7 %. Частка іспаномовних становила 3,6 % від усіх жителів.
За віковим діапазоном населення розподілялося таким чином: 19,9 % — особи молодші 18 років, 66,3 % — особи у віці 18—64 років, 13,8 % — особи у віці 65 років та старші. Медіана віку мешканця становила 44,3 року. На 100 осіб жіночої статі у місті припадало 96,9 чоловіків;  на 100 жінок у віці від 18 років та старших — 100,9 чоловіків також старших 18 років.
Середній дохід на одне домашнє господарство  становив 88 572 долари США (медіана — 74 728), а середній дохід на одну сім'ю — 93 782 долари (медіана — 79 595). Медіана доходів становила 54 722 долари для чоловіків та 40 625 доларів для жінок. За межею бідності перебувало 5,9 % осіб, у тому числі 5,5 % дітей у віці до 18 років та 6,6 % осіб у віці 65 років та старших.
Цивільне працевлаштоване населення становило 1844 особи. Основні галузі зайнятості: освіта, охорона здоров'я та соціальна допомога — 26,1 %, виробництво — 21,6 %, будівництво — 10,5 %, мистецтво, розваги та відпочинок — 8,0 %.